# Kanawha (Iowa)
Kanawha é uma cidade localizada no estado americano de Iowa, no Condado de Hancock.

## Demografia
Segundo o censo americano de 2000, a sua população era de 739 habitantes.
Em 2006, foi estimada uma população de 685, um decréscimo de 54 (-7.3%).

## Geografia
De acordo com o United States Census Bureau tem uma área de
5,2 km², dos quais 5,2 km² cobertos por terra e 0,0 km² cobertos por água. Kanawha localiza-se a aproximadamente 356 m acima do nível do mar.

## Localidades na vizinhança
O diagrama seguinte representa as localidades num raio de 20 km ao redor de Kanawha.